# ديباك سينغ
ديباك سينغ هو سياسي هندي، ولد في 1975. نشط حزبياً في المؤتمر الوطني الهندي.